# Maestro de Astorga

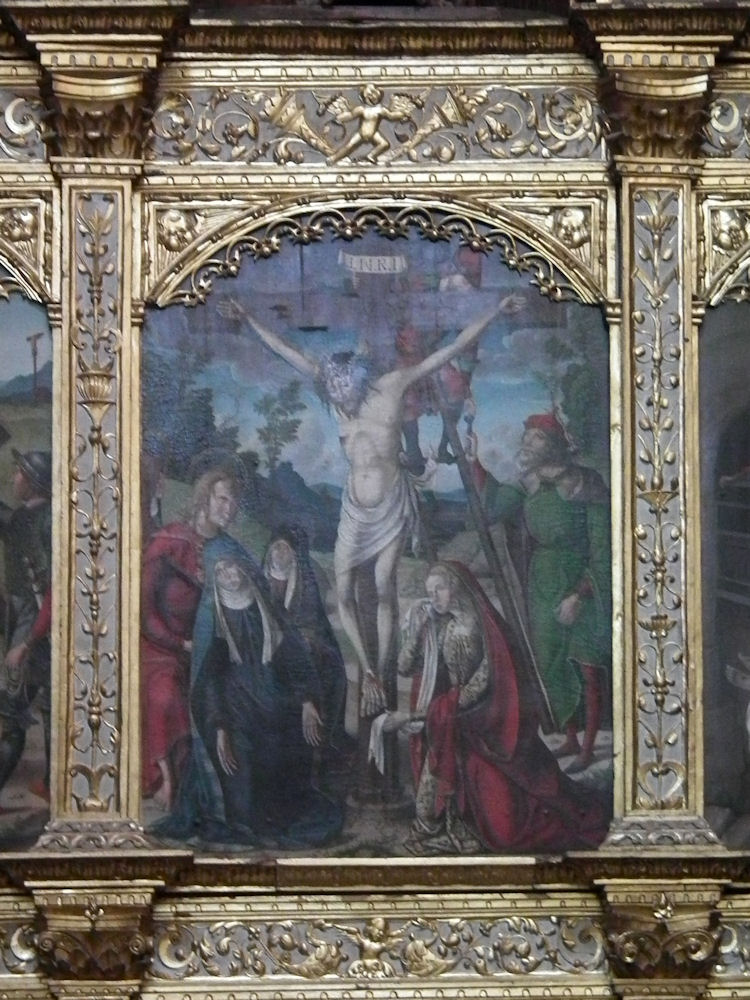
Detalle del Retablo de san Miguel o de la Pasión de la catedral de Astorga.

Maestro de Astorga (activo en 1500 en Astorga-documentado en 1530) es el nombre con que se conoce a un pintor anónimo español del primer tercio del siglo XVI cuya primera referencia se encuentra en el retablo de la Pasión de la catedral de Astorga, de ahí su nombre. A partir de esta obra le han sido atribuidas otras varias, aunque algunas discutidas. Además de en la provincia de León, se le sitúa en toda Castilla, en especial en Zamora y Palencia. En esta última se considera que arranca su formación artística con influencias de Juan de Flandes y Pedro Berruguete pero con un toque italianizante, fruto posiblemente de la influencia de Juan de Borgoña. Se le considera como posible alumno del Maestro de Palanquinos.
La obra atribuida a partir del retablo de la Pasión es un conjunto de límites imprecisos en los que en algunos casos no se ha podido deslindar la autoría del propio maestro de la de sus colaboradores. Así ocurre con uno de sus discípulos, también anónimo, el Maestro de Zamora y la tabla del Cristo entronizado en el trascoro de la catedral zamorana, cuya autoría ha sido atribuida por Irune Fiz Fuertes a Gil de Encinas, seguidor y colaborador del astorgano en los retablos de Arquillinos y Fuentelcarnero. Por otro lado, la mayoría de los estudiosos atribuyen al Maestro de Astorga el retablo mayor de la iglesia de San Facundo y San Primitivo de Cisneros, Palencia; también otra tabla, Jesús entre los doctores, situada en el comercio particular en Italia, el retablo de la Natividad con Santo Domingo y San Lorenzo que se encuentra en el Museo Lázaro Galdiano, junto con la tabla Traslación del cuerpo de Santiago y el Desembarco del Cuerpo de Santiago Apóstol. En el Museo del Prado se encuentran cinco tablas atribuidas al Maestro de Astorga: Crucifixión, La Resurrección de Cristo, La Oración en el Huerto, San Francisco recibiendo los estigmas y El Prendimiento de Cristo.